# Batalha de Solebay

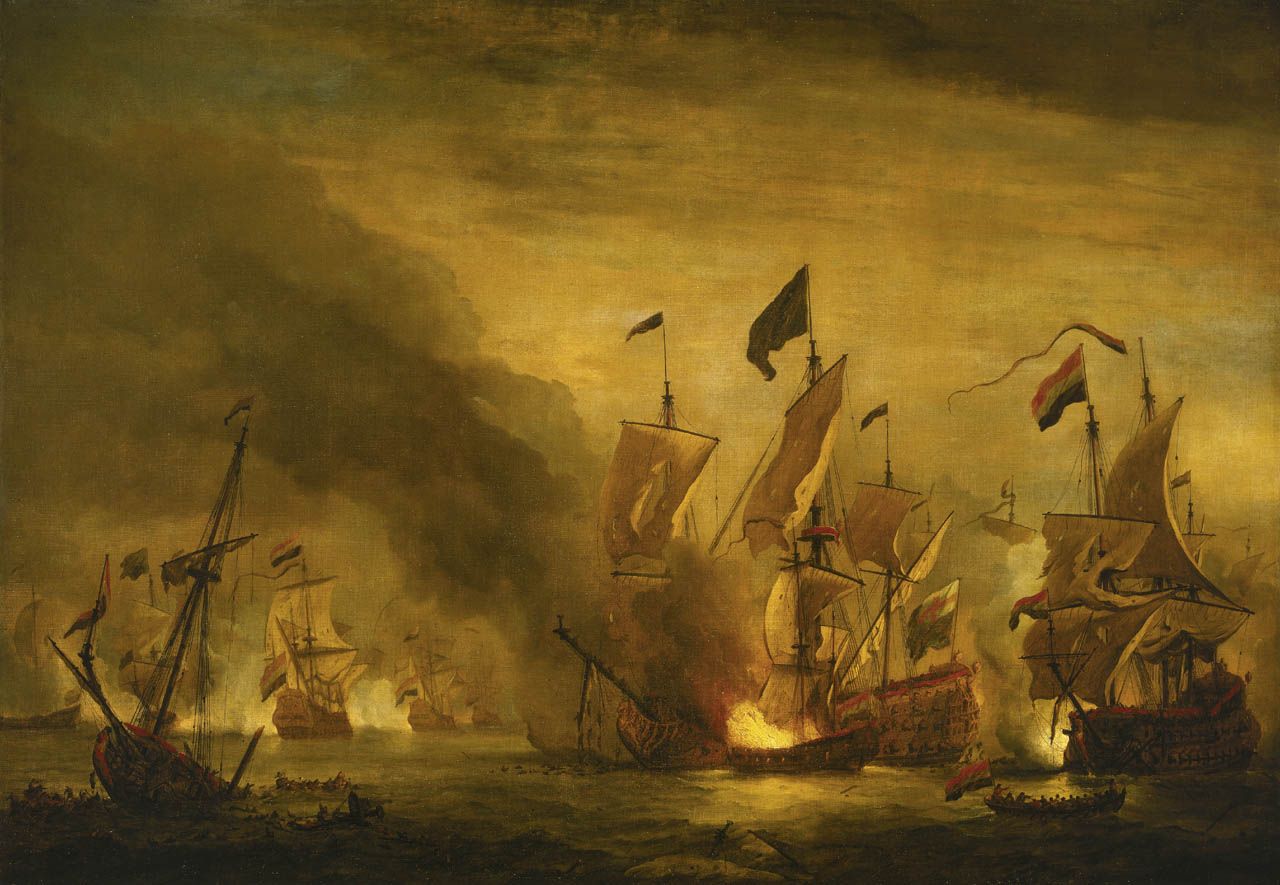
Foto demonstrativa da Batalha de Solebay

A Batalha de Solebay foi um conflito naval que deu início a Terceira Guerra Anglo-Holandesa.  Historicamente, este batalha também faz parte da Guerra Franco-Holandesa.  O embate aconteceu no dia 7 de Junho de 1672 perto de ancoradouro de Solebay, perto de Southwold em Suffolk, na Inglaterra.  A frota holandesa foi comandada pelo almirante Michiel de Ruyter.